# Jerry Louis
Pour les articles homonymes, voir Jerry Lewis (homonymie) et Lewis.
Jerry Louis, né le 12 février 1978, est un footballeur mauricien qui joue au poste de milieu de terrain dans le club du FC Avirons.

## Palmarès
- Champion de Maurice en 2001 avec l'Olympique de Moka et en 2006, 2007, 2008 et 2009 avec le Curepipe Starlight SC
- Champion de la Réunion de Super D2 en 2004 avec le Saint-Denis FC
- Vainqueur de la Coupe de Maurice en 2008 avec le Curepipe Starlight SC
- Vainqueur de la Coupe de la République en 2008 avec le Curepipe Starlight SC